# Philoscia demerarae
Philoscia demerarae är en kräftdjursart som beskrevs av Van Name 1925. Philoscia demerarae ingår i släktet Philoscia och familjen Philosciidae. Inga underarter finns listade i Catalogue of Life.